# Club de Fútbol Barcelona 1958-1959

## Rosa
| N. |                   | Ruolo | Calciatore        |
| -- | ----------------- | ----- | ----------------- |
|    | Spagna (bandiera) | P     | Antoni Ramallets  |
|    | Spagna (bandiera) | P     | Pere Estrems      |
|    | Spagna (bandiera) | D     | Joan Segarra      |
|    | Spagna (bandiera) | D     | Sígfrid Gràcia    |
|    | Spagna (bandiera) | D     | Fernando Olivella |
|    | Spagna (bandiera) | D     | Rodri             |
|    | Spagna (bandiera) | D     | Enrique Gensana   |
|    | Spagna (bandiera) | D     | Isidre Flotats    |
|    | Spagna (bandiera) | D     | Joaquín Brugué    |
|    | Spagna (bandiera) | C     | Luis Suárez       |

| N. |                     | Ruolo | Calciatore            |
| -- | ------------------- | ----- | --------------------- |
|    | Spagna (bandiera)   | C     | Enrique Ribelles Seró |
|    | Spagna (bandiera)   | C     | Martí Vergés          |
|    | Paraguay (bandiera) | C     | Hermes González       |
|    | Ungheria (bandiera) | A     | László Kubala         |
|    | Ungheria (bandiera) | A     | Sándor Kocsis         |
|    | Spagna (bandiera)   | A     | Justo Tejada          |
|    | Brasile (bandiera)  | A     | Evaristo de Macedo    |
|    | Ungheria (bandiera) | A     | Zoltán Czibor         |
|    | Spagna (bandiera)   | A     | Eulogio Martínez      |
|    | Spagna (bandiera)   | A     | Lluís Coll            |
|    | Uruguay (bandiera)  | A     | Ramón Villaverde      |

### Staff tecnico
- Allenatore:  Helenio Herrera